# Majuro
Majuro a Marshall-szigetek fővárosa és legnagyobb városa. A Majuro-atoll 64 apró szigetén épült főváros az ország fő kikötőjének, repülőterének és üzleti központjának ad otthont.

## Fekvése
A város központi területei az ún. D-U-D-szigeteken (Delap, Uliga és Djarrit) fekszenek. Uliga a központi üzleti negyed, idegenforgalmi és a pénzügyi szektorban játszott szerepe kiemelkedik. Uliga-sziget ad otthont az ország fő oktatási intézményeinek, míg Delapon a kormányzati központ és raktárak találhatóak. Djarrit elsősorban lakónegyed, de itt kaptak helyet az ország legnagyobb alapfokú oktatási intézményei is. A város központi területétől 43 kilométernyire fekszik az egyre jelentősebb népességű és népszerű strandfürdővel is rendelkező Laura település. Itt található a város legmagasabb pontja is, amely 3 méterrel emelkedik az óceán szintje fölé. A városrész talaja a legjobb minőségű a szigeteken, így itt több ültetvény, kert is található.
Majuro igen szorosan kötődik a körülötte fekvő Csendes-óceánhoz. A Majuro-atoll területe mindössze 9,7 km², ám a hosszan kígyózó sziget egy 295 km² területű lagúnát zár körbe. Az atoll igen keskeny, az óceán partjáról a legtöbb helyen percek alatt át lehet sétálni a lagúna partjára. A földnyelv sok helyen annyira keskeny, hogy csak a városi főút és az egyik oldalán sorakozó épületek férnek el rajta. A város szárazföldi területe csak két helyen szélesedik ki annyira, hogy a körbefutó fő útra merőleges utcák épülhessenek.

## Éghajlat
| Hónap                         | Jan. | Feb. | Már. | Ápr. | Máj. | Jún. | Júl. | Aug. | Szep. | Okt. | Nov. | Dec. | Év   |
| ----------------------------- | ---- | ---- | ---- | ---- | ---- | ---- | ---- | ---- | ----- | ---- | ---- | ---- | ---- |
| Átlagos max. hőmérséklet (°C) | 29,6 | 29,7 | 29,8 | 29,9 | 29,9 | 29,9 | 30,2 | 30,3 | 30,2  | 30,1 | 29,7 | 29,9 | 29,9 |
| Átlagos min. hőmérséklet (°C) | 24,9 | 25,1 | 25,0 | 25,1 | 24,9 | 24,8 | 24,9 | 24,9 | 24,9  | 24,9 | 24,9 | 24,9 | 24,9 |
| Átl. csapadékmennyiség (mm)   | 206  | 180  | 208  | 272  | 280  | 292  | 312  | 292  | 320   | 361  | 338  | 292  | 3353 |
| Forrás: Weatherbase           |      |      |      |      |      |      |      |      |       |      |      |      |      |

## Kereskedelem
Majuro az ország legfontosabb kikötője. Itt gyűjtik össze, dolgozzák fel és rakják hajókra a Marshall-szigetek egyik legfontosabb exportcikkét, a kókuszolajat. A helyiek halászattal, a szigetre érkező turisták pedig búvárkodással múlatják az időt. Majuroban találkoznak az ország távolabbi szigeteire induló repülő és hajójáratok. A Marshall-szigeteken igen olcsó a kereskedelmi hajók regisztrációja, ennek következtében a Majuro a világtengereken járó hajók jelentős részének honi kikötője.

## Sport
Majuroban rendezték meg 2010-ben a Mikronéziai Játékokat.

## Testvérvárosok
- Guam,  Guam (1973)
- Kavai,  Japán
- Tajpej,  Kína (1999)